# Glen Riddersholm
Glen Riddersholm (født 24. april 1972 i Esbjerg) er en dansk fodboldtræner, der har trænet blandt andre FC Midtjylland, AGF, U/16- og U/17-landsholdet. Han blev under VM i fodbold 2018 fodboldkommentator for TV2 og Viaplay. Han var senest assistenttræner for den engelske klub Norwich City.

## Karriere
Glen Riddersholm var tilknyttet FC Midtjylland fra klubbens etablering i 1999 til 2015, kun afbrudt af to år som træner for Danmarks U/16- og U/17-fodboldlandshold. Fra 2011 til 2015 var han cheftræner for klubbens hold i Superligaen. Inden Glen Riddersholm blev tilknyttet FC Midtjylland, var han træner i Ikast FS's ungdomsafdeling, der sammen med Herning Fremad var en af klubberne som FC Midtjylland fusionen er bygget ovenpå.
Da Erik Rasmussen fratrådte jobbet som cheftræner i FC Midtjylland efter sæsonen 2007-2008, blev Riddersholm hentet tilbage til klubben for at være en del af klubbens nye trænerteam sammen med Thomas Thomasberg (status som cheftræner) og Kenneth Andersen. Senere blev han assistenttræner under Allan Kuhn.
Da Allan Kuhn stoppede i april 2011, blev Glen Riddersholm forfremmet til cheftræner. Han formåede at føre holdet i sin fjerde pokalfinale, som blev tabt til FC Nordsjælland, samt sikre klubben deltagelse i Europa League-kvalifikationen med en fjerdeplads i Superligaen. 
I sin første fulde sæson som cheftræner blev det til en bronzemedalje, ti point efter vinderne fra FC Nordsjælland. Glen Riddersholm blev senere nomineret til årets træner i Danmark i sæsonen 2011/2012, en titel som FC Nordsjællands træner Kasper Hjulmand dog vandt.
I 2015 førte Riddersholm klubben til det danske mesterskab, men han opsagde sin stilling som træner i FC Midtjylland den 25. juni 2015, kort efter, at klubben havde vundet mesterskabet. Hans opsigelse var et chok for fodboldeksperterne.
Glen Riddersholm blev 6. december 2015 ansat som cheftræner i AGF, med tiltrædelse primo 2016.  Den 30. september 2017 meddelte AGF i en pressemeddelelse, at Riddersholm var blevet fyret på grund af manglende resultater, og at ledelsen havde valgt at ansætte David Nielsen. Fyringen var angiveligt en stor overraskelse for spillerne, og anfører Morten Duncan Rasmussen udtalte, at den kom som et chok for spillerne, fordi Riddersholm havde truppens fulde opbakning. AGF's ledelse reagerede herpå med at udtale, at den forventede spillernes fulde loyalitet.
I oktober 2018 blev han ny sportschef for Vendsyssel FF, men allerede i december samme år blev det offentliggjort, at han fra 1. februar 2019 ville blive ny træner for SønderjyskE. I 2020 førte han klubben til sejr i pokalfinalen mod AaB, og i 2021 førte han igen holdet til pokalfinalen, som dog blev tabt til Randers FC. Nogle uger senere endte SønderjyskE på en ottendeplads i Superligaen, og kort efter blev han fyret i klubben.
I november 2021 blev han assistenttræner i den belgiske klub KRC Genk.
8 August 2022 blev han træner for det svenske hold IFK Norrköping.

## Statistik

### Danmark U/16 og U/17
Danmark U/16 : 6 kampe med 3 sejre, 1 uafgjort og 2 nederlag.
Danmark U/17 : 24 kampe med 8 sejre, 7 uafgjorte og 9 nederlag.

### FC Midtjylland
Superligaen 2010-11 : 9 kampe med 4 sejre, 3 uafgjorte og 2 nederlag.
Superligaen 2011-12 : 33 kampe med 17 sejre, 7 uafgjorte og 9 nederlag.
Superligaen 2012-13 : 33 kampe med 12 sejre, 11 uafgjorte og 10 nederlag.
Superligaen 2013-14 : 33 kampe med 16 sejre, 7 uafgjorte og 10 nederlag.
Superligaen 2014-15 : 33 kampe med 22 sejre, 5 uafgjorte og 6 nederlag.

### AGF
Superligaen 2015-16 : 15 kampe med 3 sejre, 7 uafgjorte og 5 nederlag.